# 니콜로 체루빈
니콜로 체루빈(이탈리아어: Nicolò Cherubin, 1986년 12월 2일, 비첸차 ~ )는 이탈리아의 전 축구 선수로, 현역 시절 수비수로 뛰었다.